# Selenipedium steyermarkii
Selenipedium steyermarkii é uma espécie de orquídea terrestre, família Orchidaceae, que habita da Venezuela à Guiana e Roraima, no Brasil.